# Собків Роман Васильович
Роман Васильович Собків (8 квітня 1989, с. Малі Дідушичі, Українська РСР, СРСР — 12 березня 2022, с. Гута-Межигірська, Київська область, Україна) — український військовослужбовець, майор Національної гвардії України, командир 3-ї бойової групи спеціального призначення (водолазної) ОЗСП «Омега», учасник російсько-української війни, який загинув у ході російського вторгнення в Україну. Герой України (2022, посмертно). 

## Життєпис
Роман Собків народився 8 квітня 1989 року в селі Малих Дідушичах, нині Стрийської громади Стрийського району Львівської області України.
Закінчив Великодідушицьку опорну СЗОШ І-ІІІ ст. та Стрийське ВПУ №8. 
2007 року призваний на строкову службу до внутрішніх військ МВС України. 
2008 року став курсантом, а 2012 року — закінчив Академію внутрішніх військ МВС України за спеціальністю «Автомобільний транспорт». 
Чотири роки прослужив у танковому підрозділі 4-й бригаді оперативного призначення НГУ імені Героя України сержанта Сергія Михальчука. Понад рік з цього часу перебував у бойових відрядженнях на Донбасі.
З  лютого по квітень 2017 року особовий склад під керівництвом майора Собківа виконував службово-бойові завдання на взводному опорному пункті в Бахмутському районі Донецької області, де здійснював прикриття позицій ротної тактичної групи та недопущення диверсійно-розвідувальних груп на територію, підконтрольну Україні.
З грудня 2017 року до березня 2018 брав активну участь у виконанні службово-бойових завдань з охорони та оборони визначених об’єктів в Донецькій області, боротьбі з незаконними збройними формуваннями.
У серпні 2021 року був переведений до ОЗСП «Омега» Північного ОТО НГУ.
12 березня 2022 року загинув у бою біля с. Гута-Межигірська на Київщині разом із старшим лейтенантом Віктором Головком, прикриваючи відхід особового складу.

## Нагороди
- звання «Герой України» з удостоєнням ордена «Золота Зірка» (2022, посмертно) — за особисту мужність і героїзм, виявлені у захисті державного суверенітету та територіальної цілісності України, вірність військовій присязі[2].